# Pedro Carvajal Urquijo
Pedro Carvajal y Urquijo (Madrid 1944), es un guionista, productor, director de cine y documentalista español.

## Biografía
Hijo del conde de Fontanar (Francisco de Borja de Carvajal y Xifré), pero ideológicamente socialista, Pedro Carvajal se licenció en Filosofía por la Universidad Complutense y es titulado de la Escuela Oficial de Cine.
Se formó teatralmente con William Layton, con quien colaboró estrechamente en las actividades del TEI (Teatro Experimental Independiente) y la gestión del Pequeño Teatro Magallanes, en Madrid, donde en la última etapa del franquismo se dieron a conocer muchos autores contemporáneos vetados por la dictadura. Ha dirigido obras teatrales como: Teresa de Ávila de Fernando Rodríguez Méndez y el Valentín de Gil Albert.
Inició su actividad cinematográfica en 1971 como productor y guionista con la adaptación de Flor de santidad de Valle Inclán, dirigida por Adolfo Marsillach. A partir de entonces ha trabajado como productor, guionista, ayudante de dirección y director artístico en diferentes largometrajes: Cambio de sexo y Clara es el precio de Vicente Aranda, El puente de Juan Antonio Bardem, Perro de alambre de Manuel Caño, Memorias de Leticia Valle de Miguel Ángel Rivas (sobre la novela de Rosa Chacel), Ensaimadas y diamantes de Juan Solivella y Manuel y Clemente de Javier Palmero.
En el campo de la distribución cinematográfica es uno de los promotores de Arte 7 que posibilitó realizaciones tan características del periodo de la Transición, como Asignatura pendiente de José Luis Garci, Ópera prima de Fernando Trueba y Tigres de papel de Fernando Colomo.
En televisión, trabaja como redactor en el programa La Semana, que dirige Francisco García Novell. Durante 1994-95 trabaja para Antena 3 Televisión como asesor de guiones de series televisivas y de largometrajes.
Como director y guionista de largometrajes dramáticos ha realizado: Martes de Carnaval (1991) y El baile de las ánimas (1993), que abordan el tema de la muerte desde la cultura gallega, donde la frontera entre la vida y la muerte es muy sutil. Forman parte de una trilogía cuya tercera película está aun pendiente. Sabor latino (1996) y Cuba (2000) se centran en Iberoamérica; la primera sobre los cascos azules españoles en una república centroamericana y la segunda sobre el momento de la independencia de la isla caribeña.

## Labor como documentalista
Como documentalista ha tocado distintos campos:
El histórico con Galiza (1985) sobre la historia de Galicia a través de la piedra.

El religioso con Como lámpara encendida (2003), en torno a la vida del jesuita José María Rubio.

El de autores españoles contemporáneos: El tiempo de Neville (1991) en la faceta más desconocida de Edgar Neville como director de cine y La pájara pinta (2003) sobre el joven poeta Rafael Alberti, antes de partir al exilio.

El de temática China con Yangtzé, la nueva China y el viejo río(1997) - guion de Pedro Molina Temboury -, el legado del emperador Amarillo (1998) sobre la filosofía taoísta y la medicina tradicional china - guion de Pedro Molina Temboury -, y Shanghai y la nueva vía china (2001).

El social con La mujer gitana (1999) sobre la formación de las jóvenes gitanas para conseguir una mayor autonomía. Madrid Sur: Ciudades no gueto (2007) en torno a la realidad actual del área metropolitana del Sur de Madrid.

Ha colaborado en la recuperación de la memoria histórica, para la Fundación Pablo Iglesias; Pasión por la libertad (2001) en torno a la vida y la época del fundador del socialismo español, Pablo Iglesias. Exilio (2002) sobre la odisea del medio millón de los republicanos españoles que hubieron de salir al exilio tras la Guerra Civil 

Más de cien años (2005) la historia del socialismo español y Juan Negrín: ¡Resistir es vencer! (2006).

En 2007 ha realizado para la Fundación Francisco Largo Caballero Historia, Memoria y Futuro, Nicolás Redondo, 1927-2007, sobre el que fue el líder de la UGT durante más de veinte años.
 En la actualidad está terminando un largometraje documental, Don Juan de Borbón, conde de Barcelona, sobre la figura del padre del rey.
También participó en 2007 como jurado en el Festival Internacional de Programas Audiovisuales de Biarritz conocido bajo el nombre de [�[FIPA]] en la categoría Grands Reportages et faits de sociétés.

## Obra literaria
Es también autor de los siguientes libros:
- El exilio español (Ed. Planeta, 2002)
- Julián Grimau, la última víctima de la Guerra Civil (Ed. Aguilar, 2003)
- Memoria socialista, 125 años